# Броктон (Монтана)
Броктон (енгл. Brockton) град је у америчкој савезној држави Монтана.

## Демографија
По попису из 2010. године број становника је 255, што је 10 (4,1%) становника више него 2000. године.
| Група             | 2000.      | 2010.     |
| Белци             | 31 (12,7%) | 10 (3,9%) |
| Афроамериканци    | 0 (0,0%)   | 0 (0,0%)  |
| Азијати           | 0 (0,0%)   | 0 (0,0%)  |
| Хиспаноамериканци | 3 (1,2%)   | 3 (1,2%)  |
| Укупно            | 245        | 255       |